# Embruixada
|  | Aquest article tracta sobre la pel·lícula de 2005. Si cerqueu la sèrie de televisió, vegeu «Embruixada (sèrie de televisió)». |

Embruixada (títol original en anglès, Bewitched) és una pel·lícula de comèdia fantàstica del 2005 de Columbia Pictures, escrita, produïda i dirigida per Nora Ephron. Ha estat doblada al català.

## Argument
Una autèntica bruixa que somnia amb una vida normal aprofitarà els seus poders per prosperar. Quan intenta trobar una feina, hi contacta en Jack Wyatt, un actor que busca un canvi, i busca un company que encarni la seva muller en una nova versió de la sèrie Embruixada. La Isabel està contenta de participar en aquest projecte en companyia d'en Jack, però la filmació revela alguns aspectes menys simpàtics del caràcter de l'actor, com el seu egoisme furiós.

## Repartiment
| Intèrpret         | Personatge        | Veu en català     |
| ----------------- | ----------------- | ----------------- |
| Nicole Kidman     | Isabel Bigelow    | Núria Mediavilla  |
| Will Ferrell      | Jack Wyatt        | Luis Posada       |
| Shirley MacLaine  | Iris Smithson     | Rosa Guiñón       |
| Michael Caine     | Nigel Bigelow     | Josep Maria Ullod |
| Jason Schwartzman | Ritchie           |                   |
| Kristin Chenoweth | Maria Kelly       |                   |
| Michael Badalucco | Joey Props        |                   |
| Steve Carell      | Oncle Arthur      |                   |
| Amy Sedaris       | Gladys Kravitz    |                   |
| Richard Kind      | Abner Kravitz     |                   |
| Stephen Colbert   | Stu Robison       |                   |
| David Alan Grier  | Jim Fields        |                   |
| Ed McMahon        | Ell mateix        |                   |
| Conan O'Brien     | Ell mateix        |                   |
| James Lipton      | Ell mateix        |                   |
| Nick Lachey       | Soldat de Vietnam |                   |